# مسلسل ویکرز
مسلسل ویکرز (به انگلیسی: Vickers machine gun) نام مسلسلی است ۷.۷ میلی‌متری ساخت ویکرز که در اصل برای نیروی زمینی بریتانیا طراحی شده‌بود. سامانه خنک‌کننده آن خنک‌کاری آبی است. برای استفاده از این جنگ‌افزار ۶ تا ۸ خدمه نیاز بود. استفاده از آن از پیش از جنگ جهانی اول آغاز شد و تا ۱۹۶۸ دوام یافت. در خلال جنگ جهانی اول بسیاری از متفقین از آن بر روی هواپیماهای خود نیز بهره می‌بردند. استقامت این اسلحه دلیل حسن شهرت آن شده‌است.

## به‌کاربرندگان
- آلبانی
- استرالیا
- بلژیک در هواپیما
- بولیوی در خلال جنگ چاکو
- کانادا
- قلمرو سیلان
- چین
- چکسلواکی
- مصر
- فرانسه در خدمت نیروی هوایی در جنگ جهانی دوم.
- هند
- اندونزی در خلال انقلاب ملی اندونزی.
- جمهوری ایرلند
- ایتالیا
- لوکزامبورگ
- فدراسیون مالایا
- مکزیک
- نپال
- هلند
- نیوزیلند
- دومینیون نیوفاندلند
- پاکستان
- پاراگوئه در خلال جنگ چاکو
- فیلیپین
- پرتغال از ۱۹۲۹ به تولید داخلی رسید.
- اتحادیه آفریقای جنوبی
- رودزیای جنوبی
- تایلند
- بریتانیا
- ایالات متحده آمریکا

## نگارخانه

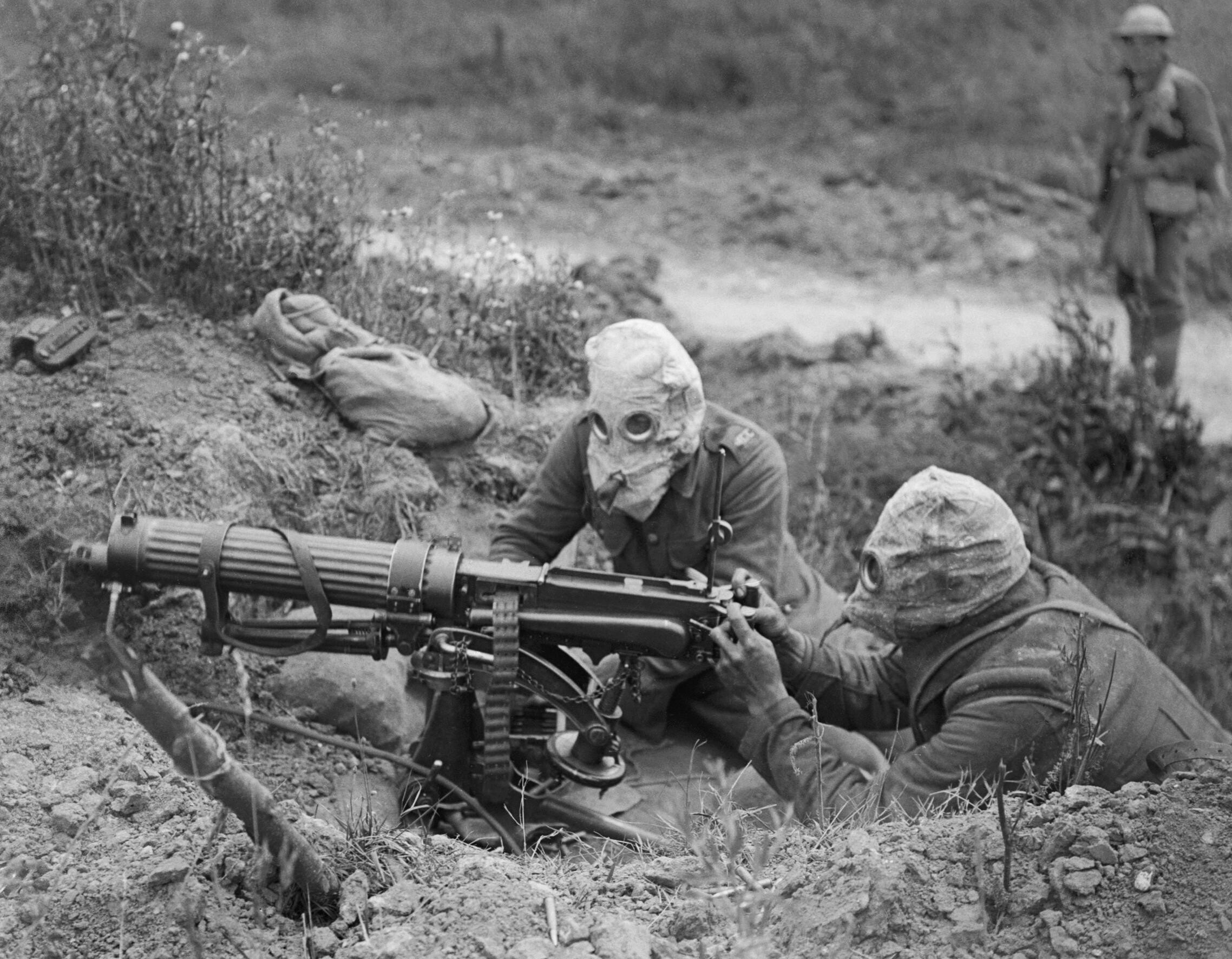
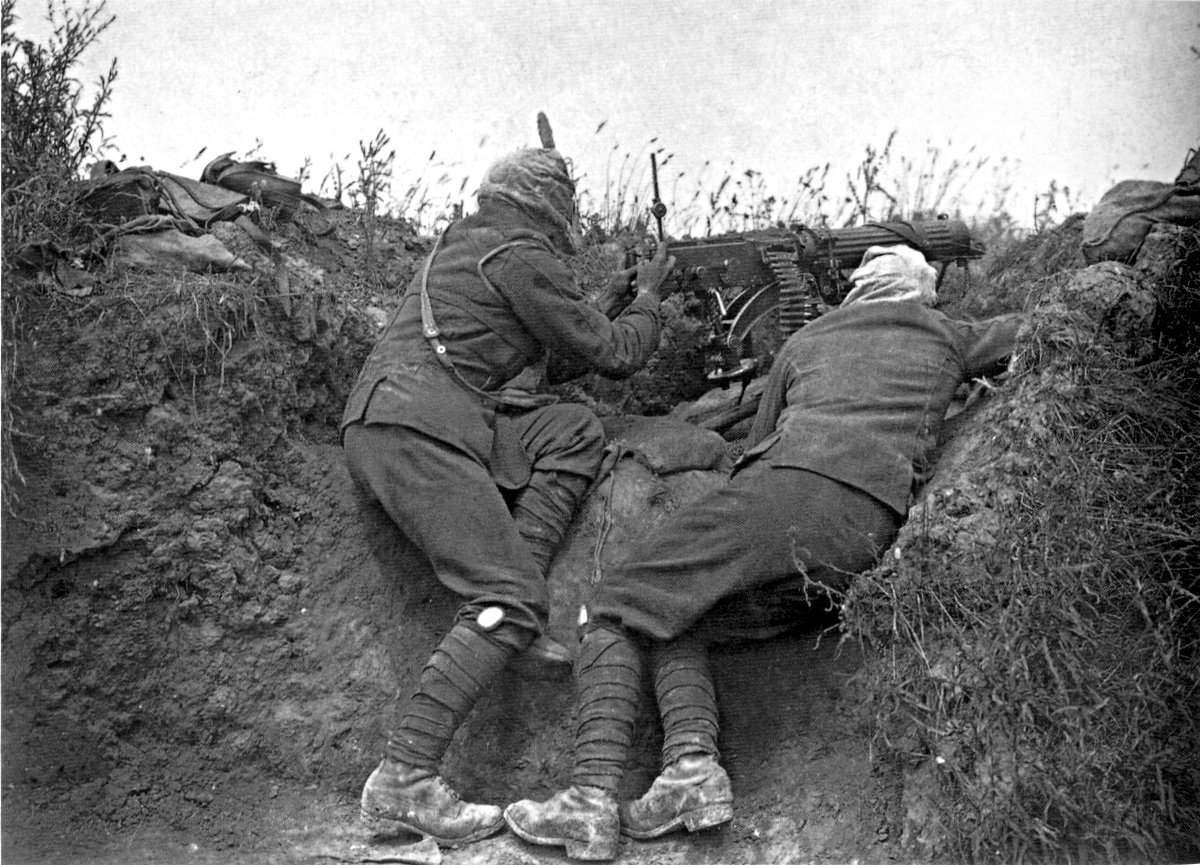
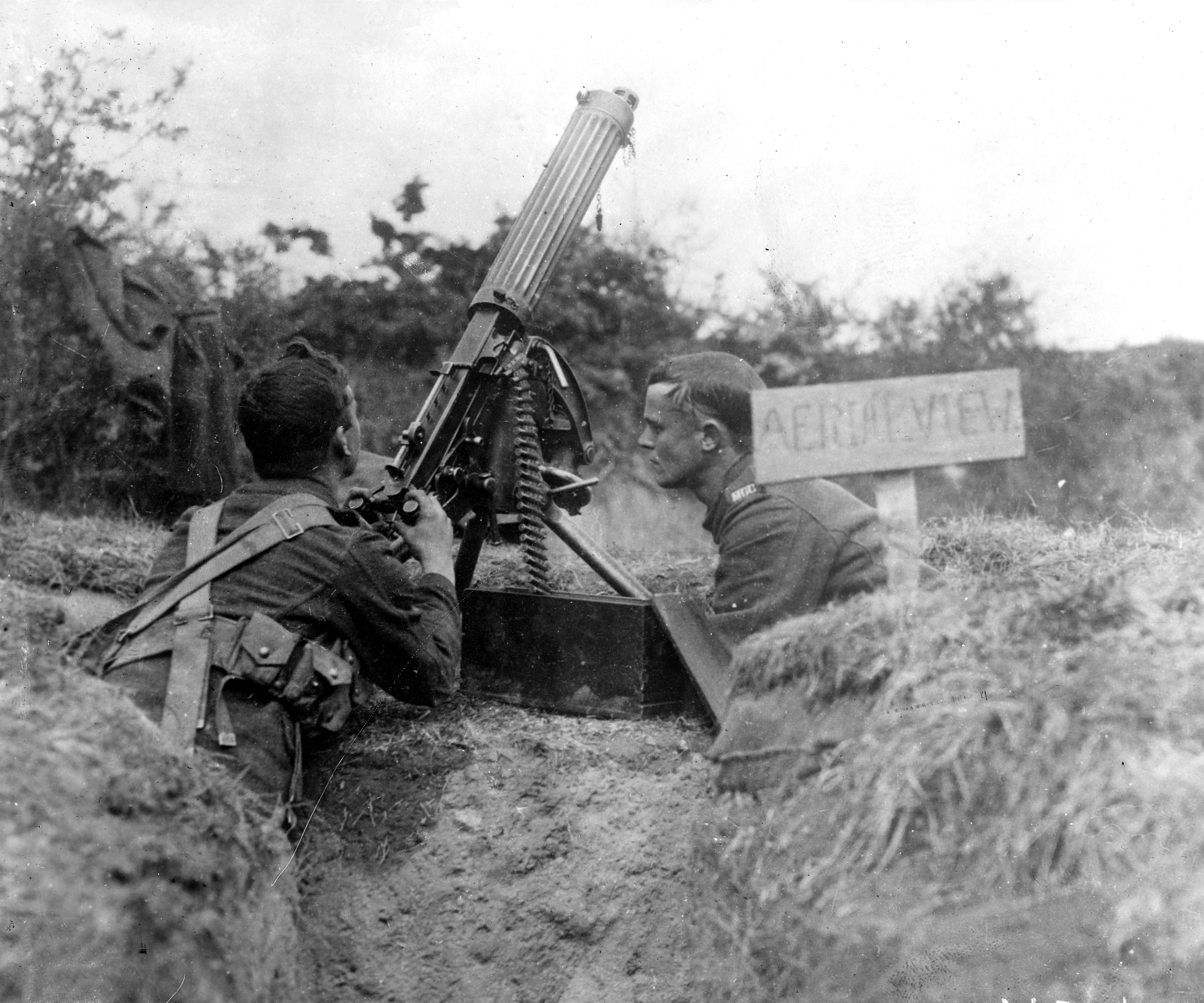
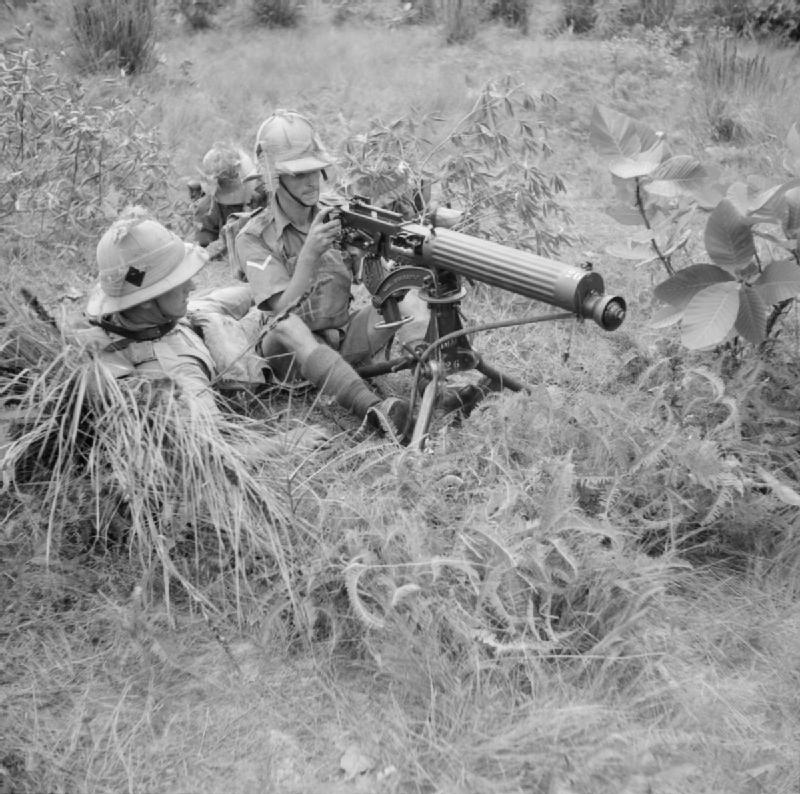
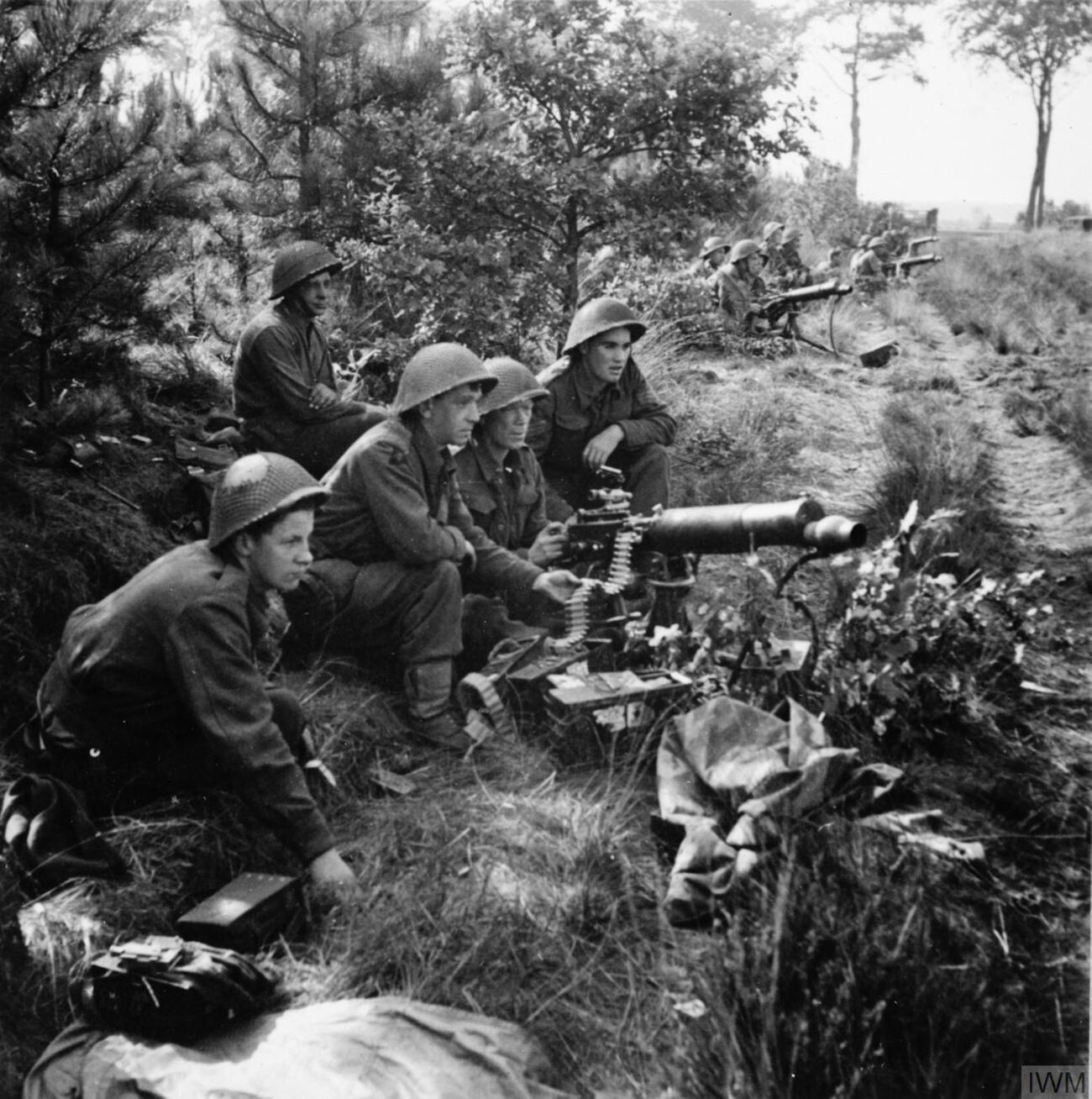
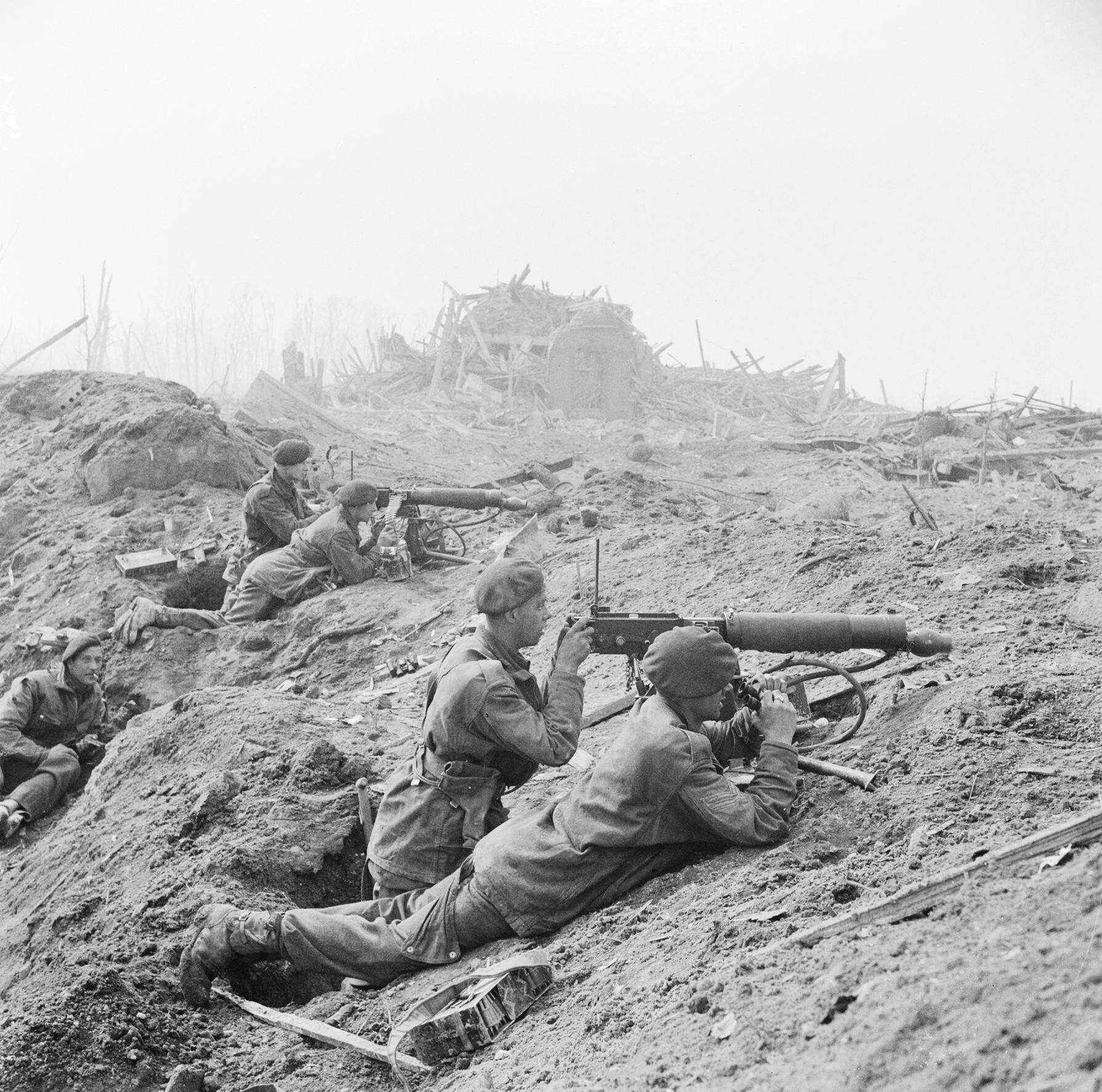
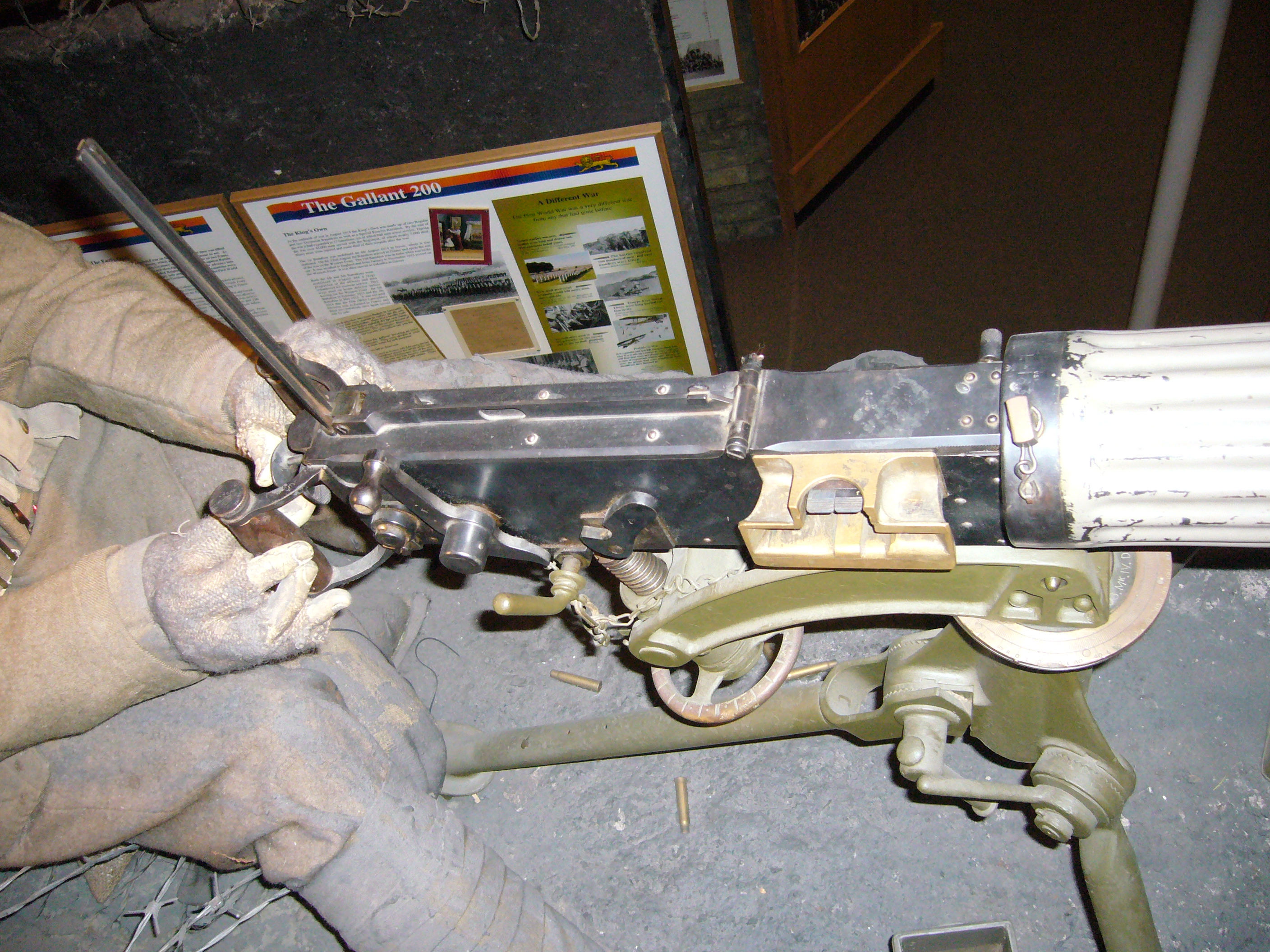
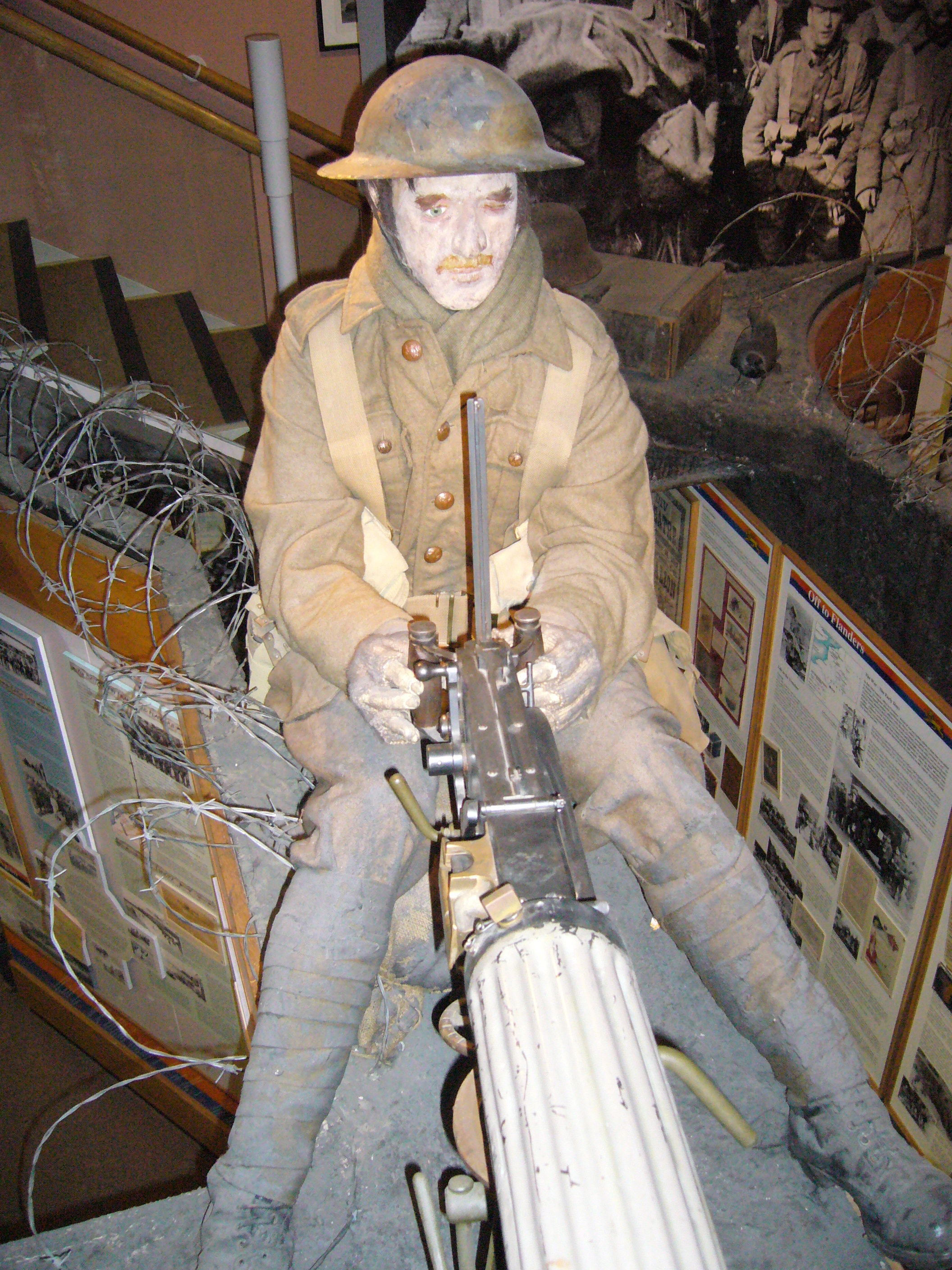
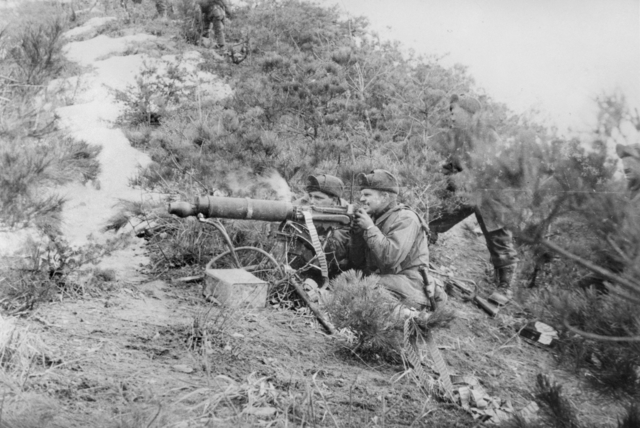
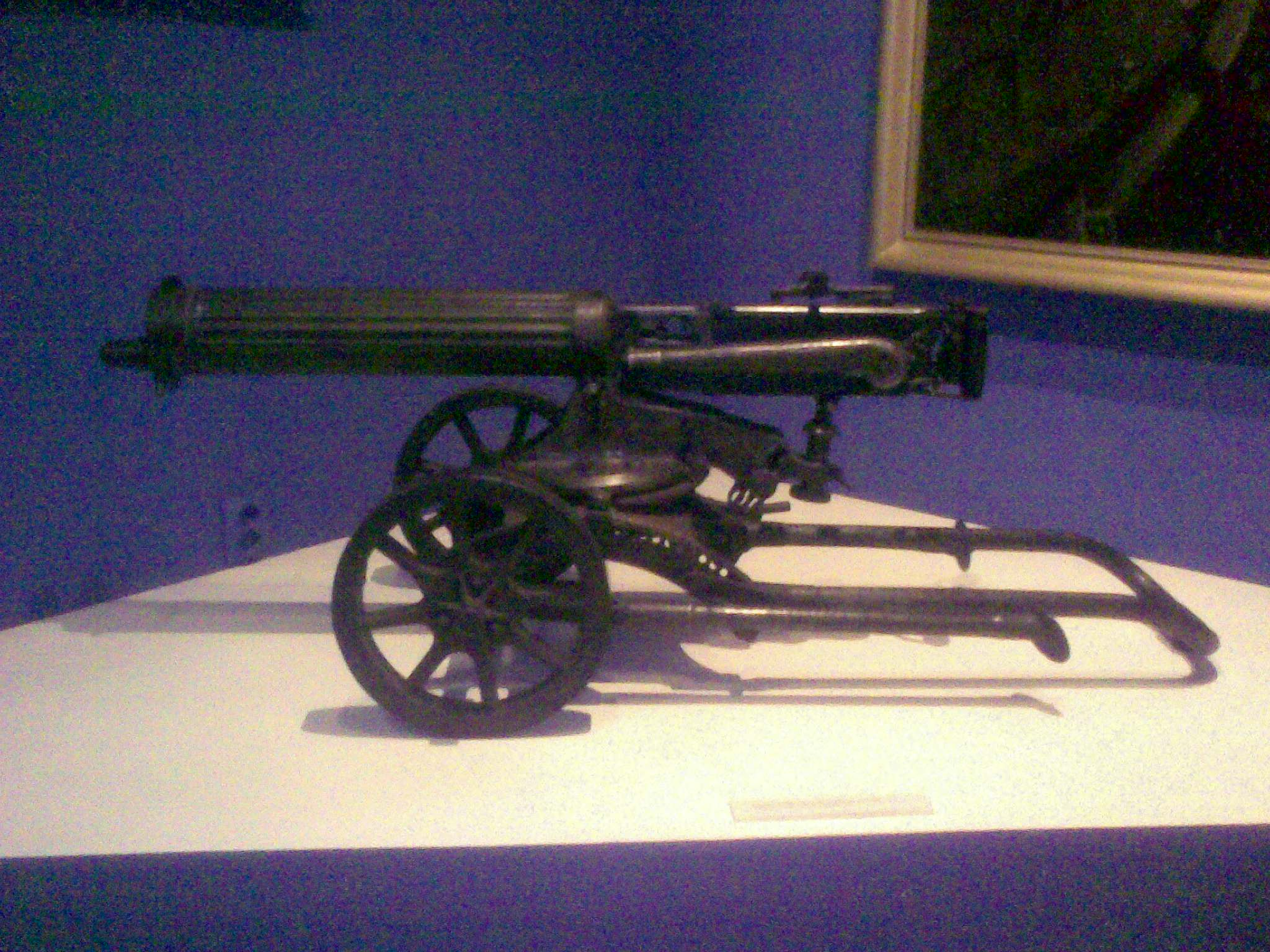